# Sonchus congestus
 (juin 2018).
Si vous disposez d'ouvrages ou d'articles de référence ou si vous connaissez des sites web de qualité traitant du thème abordé ici, merci de compléter l'article en donnant les références utiles à sa vérifiabilité et en les liant à la section « Notes et références ».
Espèce
Sonchus congestus est une espèce de plante à fleurs appartenant à la famille des Asteraceae. Il est endémique à Tenerife et Grande Canarie, (îles Canaries).

## Description
Sonchus congestus est un arbuste atteignant 1 m de haut. Les feuilles forment une rosette aux extrémités des tiges. Les feuilles sont relativement lisses (sous-glabres) et ont des lobes triangulaires à arrondis sur toute leur longueur. Les capitules sont grands, jusqu'à 4-5 cm.

## Quelques vues de la plante

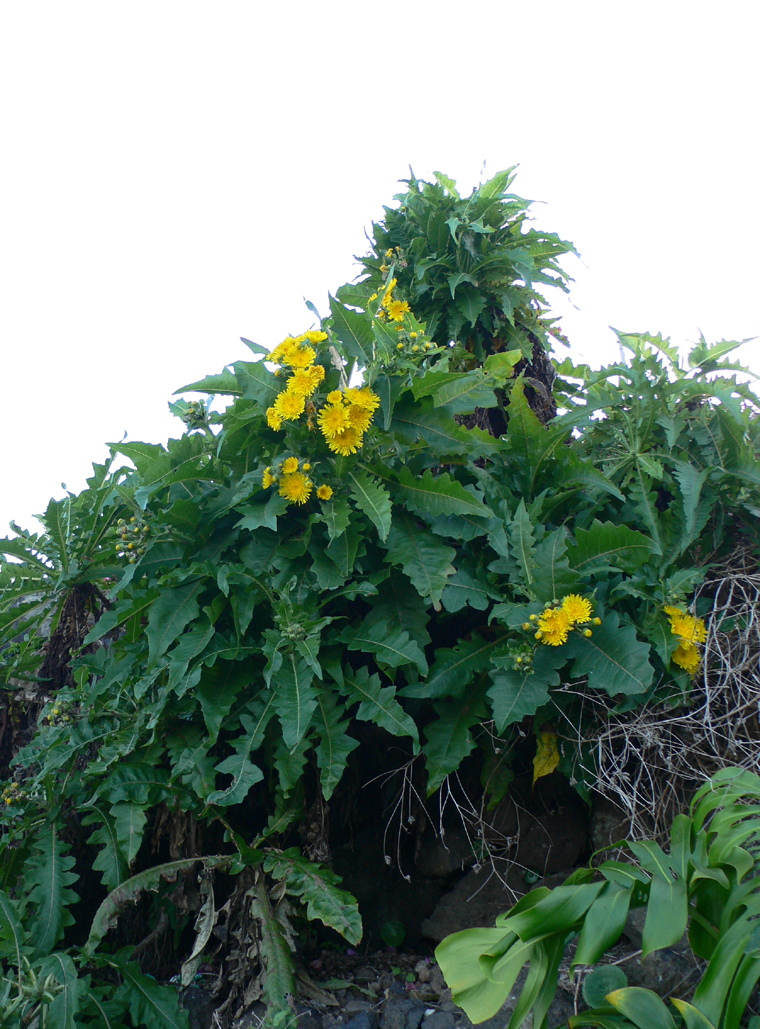
Fleurs.